# Cruel, Crazy Beautiful World
Albums de Johnny Clegg & Savuka
Shadow Man
(1988) Heat, Dust and Dreams
(1993)
Singles
Cruel, Crazy Beautiful World est le troisième album du groupe sud-africain Johnny Clegg & Savuka, produit par Hilton Rosenthal et Bobby Summerfield, sorti en 1990. Le titre est dédié à Jesse, fils de Johnny Clegg, né en 1988, qui est représenté sur les épaules de son père sur la couverture de l'album.
Ce fut également le onzième album de Johnny Clegg.
La chanson One (Hu)'Man One Vote a été écrite en hommage à David Webster, ami de Johnny Clegg et militant anti-apartheid qui avait été assassiné trois semaines plus tôt. Warsaw 1943 a été inspirée des poèmes de l'auteur polonais Czesław Miłosz.
En 1997, Dela a servi pour la bande originale du film George de la jungle de Sam Weisman, avec Brendan Fraser.

## Liste de pistes
| 1.    | One (Hu)'Man One Vote                         | Johnny Clegg                    | 04:44 |
| 2.    | Cruel, Crazy Beautiful World                  | Johnny Clegg, Bobby Summerfield | 04:24 |
| 3.    | Jericho                                       | Johnny Clegg                    | 04:17 |
| 4.    | Dela (I Know Why the Dog Howls at the Moon)   | Johnny Clegg                    | 04:14 |
| 5.    | Moliva                                        | Johnny Clegg                    | 04:30 |
| 6.    | It's an Illusion                              | Johnny Clegg                    | 04:40 |
| 7.    | Bombs Away                                    | Johnny Clegg                    | 04:36 |
| 8.    | Woman Be My Country                           | Johnny Clegg                    | 04:57 |
| 9.    | Rolling Ocean                                 | Johnny Clegg, V. Mavusa         | 04:09 |
| 10.   | Warsaw 1943 (I Never Betrayed the Revolution) | Johnny Clegg                    | 04:51 |
| 11.   | Vezandlebe                                    | Johnny Clegg                    | 04:03 |
| 49:31 |                                               |                                 |       |

## Groupe
- Johnny Clegg – chant, guitare
- Derek de Beer – batterie, percussion, choriste
- Keith Hutchinson – keyboards, saxophone, flûte
- Steve Mavuso – keyboards, choriste
- Solly Letwaba – guitare basse, choriste
- Dudu Zulu – percussion
- Mandisa Dlanga - Chant

### Participation
- Alex Acuna - percussion
- Tom Regis - keyboards
- Ben Clatworthy - Saxophone ténor
- Howard Shear - trompette
- Roy Wigan - trompette
- John Baxter - choriste
- Bobby Summerfield - échantillon, percussion électronique
- Hilton Rosenthal - keyboards, choriste